# Il fischio del vapore
Il fischio del vapore è un album inciso da Francesco De Gregori e Giovanna Marini, pubblicato nel 2002.
Il disco racchiude alcune canzoni popolari e altre scritte da cantautori come Gualtiero Bertelli o gli stessi De Gregori e Marini e che ricalcano lo stile della musica folk sia nei testi che nell'accompagnamento musicale.

## Tracce
1. Sento il fischio del vapore – 3:00
2. O Venezia che sei la più bella – 2:52
3. L'attentato a Togliatti – 3:27 (testo: Marino Piazza)
4. I treni per Reggio Calabria – 5:13 (Giovanna Marini)
5. Nina ti te ricordi – 3:09 (Gualtiero Bertelli)
6. Sacco e Vanzetti – 4:02
7. Donna lombarda di Gualtieri – 5:03
8. Il tragico naufragio della nave Sirio – 3:19
9. Il feroce monarchico Bava – 3:06
10. Lamento per la morte di Pasolini – 2:50 (Giovanna Marini)
11. L'abbigliamento di un fuochista – 4:50 (Francesco De Gregori)
12. Saluteremo il signor padrone – 2:27
13. Bella ciao – 3:20
14. O Venezia che sei la più bella (feat. Coro e Banda della scuola popolare di musica di Testaccio) – 3:16

Durata totale: 49:54

## Formazione
- Francesco De Gregori - voce, chitarra
- Giovanna Marini - voce
- Toto Torquati - organo Hammond
- Guido Guglielminetti - basso
- Paolo Giovenchi - chitarra elettrica
- Alessandro Arianti - pianoforte
- Alessandro Svampa - batteria
- Marco Rosini - mandolino
- Greg Cohen - contrabbasso
- Riccardo Pellegrino - violino